# Вічевий майдан
50°27′0″ пн. ш. 30°31′27″ сх. д. / 50.45000° пн. ш. 30.52417° сх. д.
Вічеви́й майда́н — площа в центрі Івано-Франківська. Фактично є продовженням вул. Незалежності, простягається від вул. Галицької до вул. Д. Вітовського. На Вічевому майдані розташовано багато кафе і ресторанів, книгарні, крамниці, центри телефонного та інтернет-зв'язку, розважальні заклади, а також головпоштамт.

## Історія майдану
Хоч у Станіславові завжди пишно буяла зелень приватних палісадників, місто довгий час не мало жодного парку громадського призначення. У 1825 році за ініціативи тодішнього австрійського окружного старости Франціска Краттера місто викупило у братів Агопсовичів ґрунт між тодішніми вулицями Собєського, Казимирівською та Ґославського (тепер це вулиці Січових Стрільців, Мазепи та Вітовського). Цю територію засадили деревами, поробили тут клумби та встановили лавки. Так постав затишний красивий сквер, урочисто відкритий у 1827 році. Він став улюбленим місцем відпочинку для станіславів'ян. Щонеділі мешканці збиралися тут послухати військовий оркестр. Скверик назвали «Краттерівкою», щоб ушанувати Франціска Краттера за його внесок у розвиток міста.

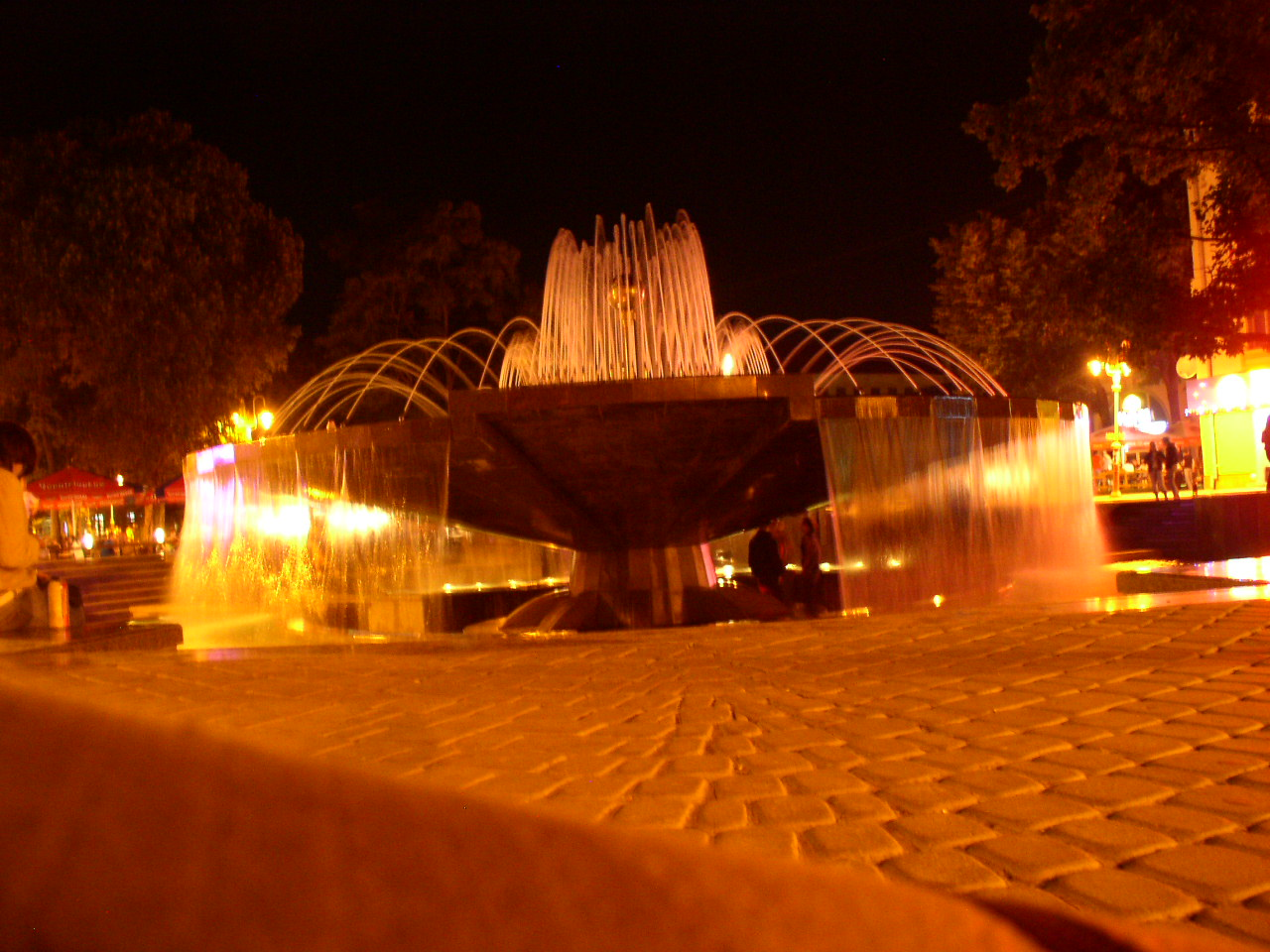
Фонтан на Вічевому майдані

Краттерівка була першим громадським парком у місті. У другій половині XIX століття вона втратила свою значимість, оскільки було утворено новий парк за містом — так звану Діброву (тепер це парк ім. Т. Шевченка). Краттерівка стала звичайною площею. За панування Австрії сквер носив ім'я принцеси Ґізели, за Польщі — ім'я генерала Ґаллера. У 1920 році парк дещо зменшили, продовживши за його рахунок вул. Сапіжинську.

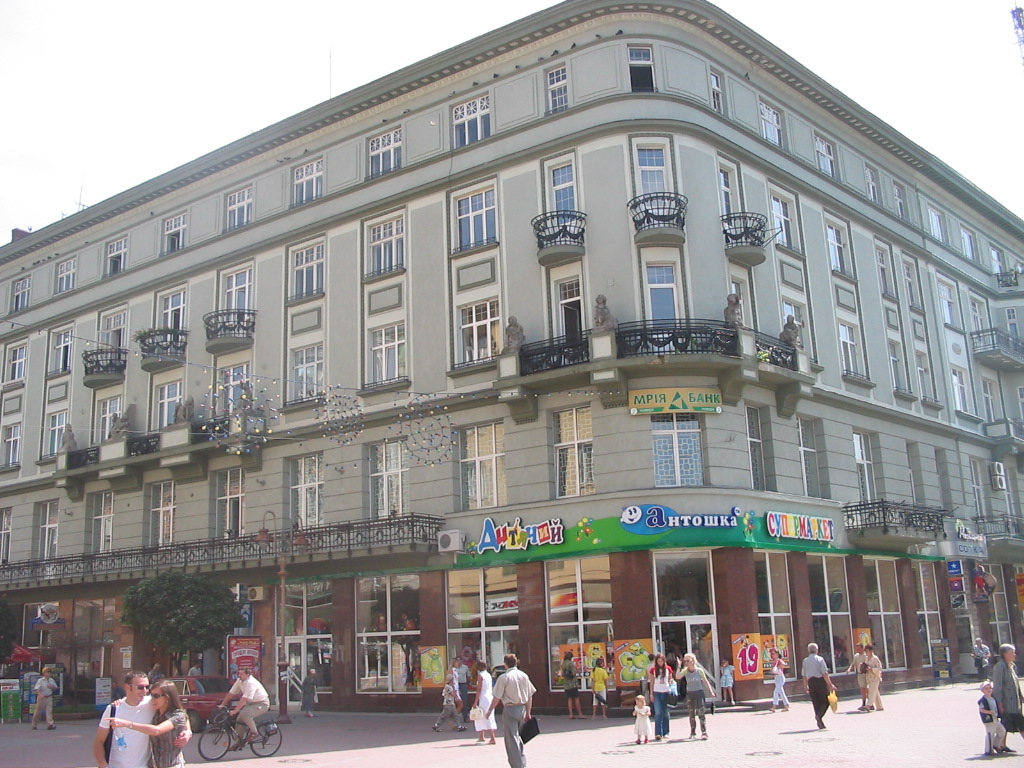
Бізнес-центр «Київ» на розі Вічевого майдану та вулиці Незалежності

Залишена з тих часів невеличка частина скверу збереглася донині. Перед тим Краттерівка простягалась аж до будівлі головпоштаму. На початку XX століття по один бік скверу звели торговельний центр (пасаж) Ґартенберґів (1904 р.). Це була крита галерея з рядами крамниць по обидва боки проходу. На другому поверсі працювала шикарна кав'ярня, а пізніше ресторан «Едісон». Перебудували пасаж у 1960 році, після чого в ньому розмістився центральний універмаг. Через 12 років тут запрацював універмаг «Дитячий світ». З 1990 року приміщення пасажу слугувало виставковим залом. Зараз тут розміщується торговельний центр «Мальва».
На Вічевому майдані виграє красивий каскад фонтанів, що пульсує під музику. Тут часто проводяться різні народні мітинги, політичні акції. В центрі площі на Новий Рік встановлюють ялинку, а на Різдво тут проходять паради вертепів. На майдані часто відбуваються гучні святкові концерти.